# Raeka
Raeka fou un petit estat tributari protegit a l'agència de Rewa Kantha, presidència de Bombai, un dels tres del grup anomenat els Mehwasis o Dorka Mehwas.
El Mehwasi estava format per tres estats, regits per tres caps separats amb el títol de patel. Aquestos estats eren Dodka, Raeka i Anghar. El darrer era el més gran i Dodka el més petit. Raeka era poc més gran amb una superfície de 7 km². Els ingressos s'estimaven em 150 lliures. Pagava tribut al Gaikwar de Baroda (443 rupies el 1901). La població del Mehwasi el 1881 era de 4.576 habitants repartida entre els tres estats. La població de l'estat propera als 1000 habitants el 1881 havia baixat a 474 el 1901. El formava només un poble. Els ingressos eren de 3.609 rupies.